# Milton Bradley Company

Logo

De Milton Bradley Company is een Amerikaanse spelletjesfabrikant, in 1860 opgericht door Milton Bradley in Springfield, Massachusetts. Sinds 1984 is het bedrijf een onderdeel van Hasbro. De merknaam MB wordt nog steeds gebruikt door Hasbro. Een ander spellenmerk van Hasbro is Parker.
Milton Bradley Company heeft enkele bekende bord- en videospellen op zijn naam staan. 

## Selectie spellen
- Yahtzee (1956)
- Stratego (1960)
- Zeeslag (1960)
- Levensweg (1961)
- Twister (1966)
- Vier op 'n rij (1974)
- Microvision (1979)
- Pac-Man (1982)
- Wie is het? (1987)
- Ridderstrijd (1992)
- Stef Stuntpiloot (1994)